# Anspielung
Eine Anspielung deutet einen Sachverhalt an, der nicht in eindeutiger Wortwahl ausgesagt werden soll oder kann. Sie ist neutral gehalten eine Andeutung, oder mit versteckter Kritik ein Seitenhieb, auch Stichelei oder Spitze (bzw. spitze Bemerkung oder ähnlich) genannt.
Im Alltag dienen Anspielungen oft der verschlüsselten Verständigung, etwa durch Hinweise oder Schlagworte, deren situative Zusammenhänge von anwesenden Dritten nicht verstanden werden.

## Allgemeines

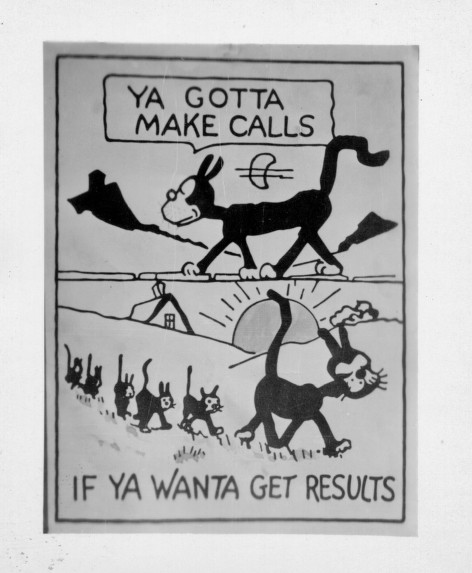
Flugblatt mit einer Anspielung auf das öffentliche Hinterherpfeifen von Frauen

Anspielungen zeigen sich oft in der vielfältigen Verwendung von Begriffen oder Gesten, die Assoziationen zu deren ursprünglichen (engeren) Verwendungsbereichen wecken. So ist beispielsweise die Verwendung von Begriffen, die den Bereichen Sexualität oder Ausscheidung entstammen, sehr verbreitet.
Beispiel: Das Adjektiv geil, das eigentlich üppig wuchernd (in der Pflanzenwelt), übertragen auch lüstern oder erregt (im sexuellen Sinne) bedeutet, wird mittlerweile in mannigfaltigen anderen Zusammenhängen als Ausdruck freudiger Anteilnahme verwendet und taucht inzwischen sogar als Schlagwort in der Werbung auf („Geiz ist geil“). Trotz der Verwendung in den unterschiedlichen Bereichen werden die engeren Bedeutungszusammenhänge solcher Begriffe – mehr oder weniger bewusst – mit transportiert, es wird auf den ursprünglichen Kontext angespielt. Gerät hingegen die ursprüngliche Bedeutung in allgemeine Vergessenheit, erlischt seine Funktion als Anspielung und der Begriff durchlebt einen Bedeutungswandel.
Ein beliebter Zeitvertreib einiger Menschen ist die Suche nach Anspielungen, die vom Gegenüber gar nicht beabsichtigt sind (etwa das Heraushören sexueller Anspielungen, obwohl diese wissentlich die tatsächliche Aussage gar nicht berühren) und entsprechende verbale Erwiderungen. Ziel dieses Verhaltens kann neben spielerisch-freundschaftlichen Motiven die Bloßstellung oder Beschämung des Gegenübers sein. Je nach Ausprägung und Kontext kann es sich in letzterem Sinne etwa um Mobbing oder sexuelle Belästigung handeln. Herablassende Anspielungen, die auf die Person abzielen, können je nach Ausprägung eine Ehrverletzung im strafrechtlichen Sinne sein.
Anspielungen sind eine Standardmethode der Dichtung, etwa um auf metaphorische Weise Sachverhalte zu umschreiben oder um unterschiedliche Vorgänge symbolisch zu vereinen und dadurch eine bestimmte Emotion oder Geisteshaltung zu verdeutlichen. Unter literarischer Zensur blühen die Anspielungen auf, werden aber in der Rezeption oft auch dort vermutet, wo sie nicht intendiert sind.
In der Wissenschaft ist sie gewagt, aber zulässig, und wurde früher mit der lateinischen Wendung sapienti sat („dem Wissenden genügt’s“) als Anspielung gekennzeichnet.

## Diskurstheoretische Spezialbedeutung
„Linguistik der Anspielung“ bezeichnet ein diskurstheoretisches Konzept Franz Januscheks in der Sprachwissenschaft. Demnach ist für dieses Konzept wesentlich, dass sich die Bedeutung eines Diskurses erst erschließen lasse, wenn die Ebene der Anspielungen untersucht werde – jedoch nicht individuelle Assoziationsketten, sondern systematische Anspielungen. Um diese zu verstehen, wird die untersuchte Ausdrucksform innerhalb eines Diskurses mit allen anderen Ausdrucksformen darin verglichen.